# Srna Markovic
Pour les articles homonymes, voir Markovic.
Srna Markovic est une joueuse autrichienne de volley-ball née le 6 juin 1996 à Vienne. Elle mesure 1,84 m et joue au poste de réceptionneuse-attaquante. Elle totalise 13 sélections en équipe d'Autriche.

## Clubs
| Club                          | De        | À         |
| ----------------------------- | --------- | --------- |
| SG Sokol                      | 2003-2004 | 2007-2008 |
| Volley16 Wien                 | 2008-2009 | 2010-2011 |
| SVS Post Schwechat            | 2011-2012 | 2013-2014 |
| Ladies in Black Aachen        | 2014-2015 | 2014-2015 |
| Rote Raben Vilsbiburg         | 2015-2016 | 2016-2017 |
| Polisportiva Adolfo Consolini | 2017-2018 | 2017-2018 |
| Vbc Cuneo Granda Volley       | 2018-2019 | 2019-2020 |
| Pallavolo Scandicci           | 2020-2021 | …         |

## Palmarès
- Championnat d'Autriche
  - Vainqueur : 2012, 2013, 2014.
- Coupe d'Autriche
  - Vainqueur : 2013, 2014.
- Coupe d'Allemagne
  - Finaliste : 2015.
- Coupe d'Italie A2
  - Vainqueur : 2018.